# Darabani
Darabani (Ausspracheⓘ) ist eine Stadt im Kreis Botoșani in Rumänien. 

## Lage
Darabani liegt in der Moldau-Tiefebene (Câmpia Moldovei), auf einer Hochfläche südlich des Flusses Pruth. Die Kreishauptstadt Botoșani befindet sich etwa 50 km südlich. Darabani ist die nördlichste Stadt Rumäniens und grenzt an das Dreiländereck mit der Ukraine und der Republik Moldau.

## Name
Die Bezeichnung Darabani ist ungarischer Herkunft und von „Soldat“ abgeleitet. In Rumänien wird oft der Name Dărăbani verwendet, was dem „walachischen“ Verständnis der rumänischen Sprache entspricht. Der offizielle Stadtname jedoch ist die „moldauische“ Form Darabani.

## Geschichte
Die Region der heutigen Stadt ist seit etwa 3000–4000 v. Chr. besiedelt. Darabani wurde 1546 unter der Bezeichnung Căbiceni erstmals urkundlich erwähnt. Der Name Darabani ist seit 1725 belegt. 1841 entstand im Ort die erste Dorfschule im damaligen Fürstentum Moldau. Insbesondere im 19. Jahrhundert war Darabani von einer starken jüdischen Bevölkerungsgruppe geprägt. In den Jahren 1877 und 1878 kam es zwischen Juden und Rumänen vereinzelt zu tätlichen Auseinandersetzungen sowie zu Gerichtsprozessen, in denen es um Landbesitzfragen ging. 1968 wurde Darabani zur Stadt erklärt. Diese ist jedoch weiterhin vorwiegend ländlich geprägt; die Böden um Darabani sind sehr fruchtbar und begünstigen Land- und Viehwirtschaft.

## Bevölkerung
1930 wohnten in der Stadt 10.748 Personen, von denen sich 1917 als Juden und fast alle übrigen als Rumänen bezeichneten. Bei der Volkszählung 2002 wurden in der Stadt 11.820 Einwohner registriert, darunter 11.812 Rumänen; 2011 wurden 9893 Einwohner registriert, darunter 9433 Rumänen.

## Verkehr
Darabani besitzt keinen Bahnanschluss. Mehrmals täglich bestehen Busverbindungen nach Botoșani. Durch die Stadt verläuft die Nationalstraße Drum național 29A.

## Sehenswürdigkeiten
- Kirche Sfântu Nicolae (1837)